# Porto Geral
O Porto de Corumbá, chamado também de Porto Geral, é considerado um ponto turístico do município de Corumbá, Mato Grosso do Sul. É um dos maiores portos fluviais do Brasil e o maior porto da região Centro-Oeste do Brasil. Próximo ao porto de Corumbá, encontra-se o terminal de minério da Sobramil, com um cais de 65 metros de comprimento para atracação de empurradores e chatas.
O Porto Geral reúne um conjunto de construções históricas localizadas na região portuária da cidade brasileira de Corumbá, em Mato Grosso do Sul.  Situado no bairro Beira-Rio, onde o sossego do lugar e o ar puro que vem do Pantanal atenua o forte calor, não condiz com o movimento comercial do passado.[carece de fontes?] O casario da Rua Manoel Cavassa, sua principal rua, é o ponto de referência histórica da cidade.
Foi nesta região que Mário Zan compôs a consagrada canção Chalana em 1943. Ele compôs a música na sacada do Hotel Beira-Rio..

## Origem
Foi através do Porto de Corumbá que chegou a riqueza, o progresso, os migrantes, o desenvolvimento e a cultura, principalmente da Europa e do Rio de Janeiro. O contato com a capital do Brasil, via Rio Paraguai e Bacia do Prata, através de embarcações modernas, trouxe para Corumbá uma certa condição especial de cidade, seja através da importação de bens e serviços ou através de intensa integração cultural.
Em 1853, por decreto imperial, o porto de Corumbá foi habilitado para o comércio, sendo dotado de Mesa de Rendas. Em 1856 estabeleceu-se o trânsito livre de barcos nacionais e estrangeiros no rio Paraguai e o porto de Ladário, com sua importante posição geográfica, começou a se tornar um centro econômico de destaque no continente. A navegação, além de romper o isolamento da região, serviu para fixar o domínio pelo império na fronteira oeste do Brasil. Em 1914, foi o 3° maior Porto da América Latina. Desembarcavam transatlânticos com mercadorias para compra e venda vindos da Europa e Argentina. Abrigava grandes empórios, 25 bancos internacionais, curtumes e a primeira fábrica de gelo do Brasil.
O porto de Corumbá teve sua obra iniciada em novembro de 1947 e inaugurada em junho de 1956 primeiramente desembarcando madeira procedente de Cáceres. Foi administrado pela Empresa de Portos do Brasil S/A (Portobrás), por meio da Administração da Hidrovia do Paraguai (AHIPAR) até 1990, quando a Portobrás foi extinta. A partir daquele ano, o porto, de propriedade da União, passou a ser administrado pela Companhia Docas do Estado de São Paulo (CODESP), por convênio, por meio da AHIPAR, subordinada ao departamento de Hidrovias Interiores do Ministério dos Transportes. Foi tombado em 1993 pelo IPHAN e em 18 de maio de 1998, foi firmado um convênio de delegação com a prefeitura municipal de Corumbá para administrar o Porto Fluvial de Corumbá, sendo reformado em 2006. Hoje é um dos principais pontos turísticos da cidade e recebe embarcações de pescadores e de pequenos comerciantes das colônias pantaneiras.

## Características
O Porto Geral de Corumbá é administrado pela prefeitura municipal de Corumbá. Situa-se na margem direita do rio Paraguai, situadas na região do pantanal, no Mato Grosso do Sul. A área de influência do porto é o noroeste de Mato Grosso do Sul, a parte sul de Mato Grosso e o sudeste da Bolívia.

### Acessos
- Rodoviário: pela BR-262, que atinge cidades como Aquidauana, Campo Grande e Três Lagoas, atualmente pavimentada.
- Ferroviário: pela Ferrovia Noroeste S/A (malha Oeste), antiga Superintendência Regional Bauru (SR 10) da Rede Ferroviária Federal S.A. (RFFSA), atualmente desativada.
- Fluvial: pelo rio Paraguai e seus afluentes.

## Instalações e fluxo de carga
Corumbá possui um cais de 200m e um armazém para carga geral de 1.400m2, para 1.100t, fora de uso, necessitando de recuperação, além de um pátio descoberto, com 4.000m2. O porto está operando somente como apoio ao turismo da região. O porto fluvial de Corumbá movimentou 120.858t de carga. As principais cargas movimentadas no porto foram:

### Cargas desembarcadas
- Granel sólido: minério de ferro 102.251t, minério de manganês 97.674t, ferro silício manganês 2.302t, ferro gusa 3.947t.
- Carga geral: reses 6.684t.

### Cargas embarcadas
- Granel sólido: minério de manganês 97.674t, minério de ferro 102.251t, liga de ferro, silício e manganês 2.302t, ferro gusa 3.947t e outras cargas.

## Turismo
O Porto Geral reúne um conjunto de construções históricas. Situado no bairro Beira-Rio, possui um casario que embeleza a Rua Manoel Cavassa, sua principal rua, é o ponto de referência histórica da cidade. Foi tombado em 1993 pelo IPHAN e reformado em 2006. Hoje é um dos principais pontos turísticos da cidade. As principais construções são:     
- Casa Vasquez & Filhos: construído em 1909 pelo arquiteto italiano Martino Santa Lucci para tornarem-se o point da cidade.
- Centro de Convenções: antigo armazém da Portobrás.
- Edifício Wanderley, Baís & Cia: o prédio foi construído em 1876 e é um dos mais belos do porto. Suas escadas dão acesso aos três pavimentos que foram importados da Inglaterra.